# 波兰最高行政法院
波蘭最高行政法院（波蘭語：Naczelny Sąd Administracyjny，縮寫NSA）是波兰所有行政訴訟案件的終審法院，處理波蘭公民（或公司）與行政機構之間的行政訴訟案件，並處理來自各省行政法院的上訴案件。

## 結構
波蘭最高行政法院設在華沙。它由最高行政法院院長、副院長和法官組成
。 
波蘭最高行政法院分為三個審判庭：商業審判庭、金融審判庭和一般行政審判庭。 
最高行政法院院長管理最高行政法院的運作，並對外代表最高行政法院。他有權調查最高行政法院受理的所有案件。最高行政法院院長由波蘭總統提名，任期6年。
最高行政法院副院長受最高行政法院院長委託而工作。副院長由院長指定，指導各法官議事室的工作。最高行政法院副院長由波蘭總統提名。
法官大會由向最高行政法院提名的法官組成。 